# 領袖
| ウィキペディアには「領袖」という見出しの百科事典記事はありません（タイトルに「領袖」を含むページの一覧/「領袖」で始まるページの一覧）。 代わりにウィクショナリーのページ「領袖」が役に立つかもしれません。 |